# John Maxton, Baron Maxton

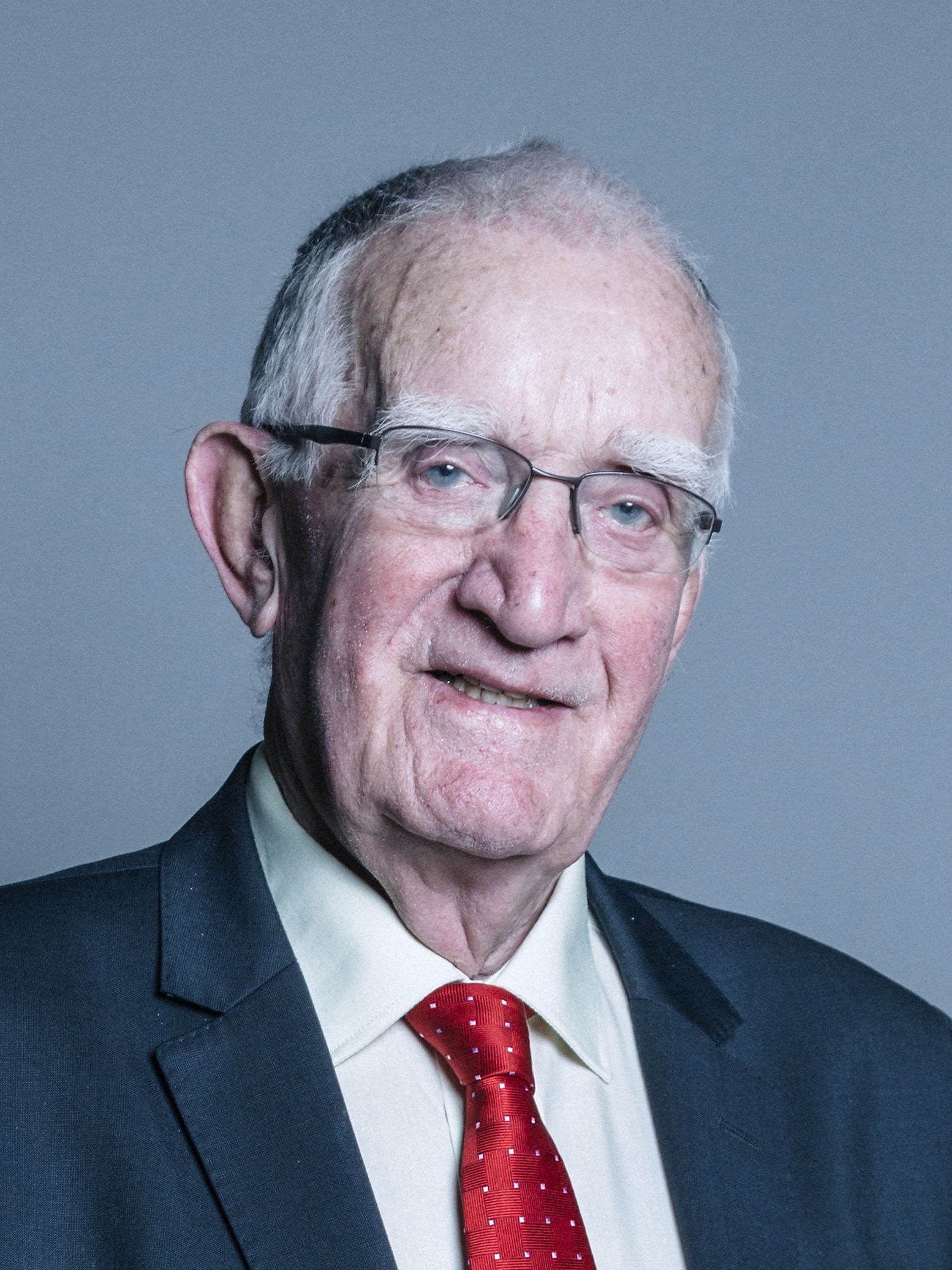
John Maxton, Baron Maxton

John Alston Maxton, Baron Maxton (* 5. Mai 1936) ist ein britischer Politiker der Labour Party, der mehr als 22 Jahre lang Abgeordneter des House of Commons war und seit 2004 als Life Peer Mitglied des House of Lords ist.

## Leben
Maxton, der 1970 Mitglied der Labour Party wurde, wurde bei den Unterhauswahlen am 3. Mai 1979 erstmals zum Abgeordneten in das House of Commons gewählt und vertrat dort bis zu den Wahlen am 7. Juni 2001 mehr als 22 Jahre lang den Wahlkreis Glasgow Cathcart. 
Während seiner langjährigen Parlamentszugehörigkeit war er zwischen 1981 und 1983 zunächst Mitglied des Unterhausausschusses für Schottland sowie anschließend von 1983 bis 1984 des Unterhausausschusses für öffentliche Konton, ehe er zwischen 1985 und 1987 Sprecher der oppositionellen Labour-Fraktion für Gesundheit, Kommunalverwaltung und Wohnungsbau in Schottland war. Nachdem Maxton zwischen 1987 und 1992 als Oppositionssprecher für Schottland fungierte, war er von 1992 bis 1997 Mitglied des Unterhausausschusses für das nationale Erbe. Zuletzt war er während seiner Abgeordnetentätigkeit zwischen 1994 und 2001 Mitglied des Vorsitzendenkreises des Sprechers (Speaker) des Unterhauses sowie zugleich von 1997 bis 2001 Mitglied des Unterhausausschusses für Kultur, Medien und Sport.
Durch ein Letters Patent vom 17. Juni 2004 wurde Maxton als Life Peer mit dem Titel Baron Maxton, of Blackwaterfoot in Ayrshire and Arran, in den Adelsstand erhoben. Kurz darauf erfolgte am 7. Juli 2004 seine Einführung (Introduction) als Mitglied des House of Lords. Im Oberhaus gehört er zur Fraktion der Labour Party.
Maxtons Onkel war der Politiker James Maxton, der von 1922 bis 1946 den Wahlkreis Glasgow Bridgeton als Abgeordneter im Unterhaus vertrat und zwischen 1926 und 1931 sowie erneut von 1934 bis 1939 Vorsitzender der Independent Labour Party (ILP).